# Lionel Moltimore
Lionel Moltimore, né en 1952 à Benton Harbor, est un ancien joueur américain de basket-ball.

## Biographie

### Son cursus universitaire aux États-Unis (1969-1973)
Dans les années 1960, Lionel Moltimore fait ses premiers pas dans le basket à Benton Harbor (collège). En 1969, il rejoint la NCAA avec Western Michigan University. De 1969 à 1973, il joue en tant qu'universitaire. Son jeu aérien et ses qualités de marqueur n'échappe pas aux spécialistes.

### En France (1975-1981)
En 1975, sur les conseils de Pierre Dao (entraîneur de l'équipe de France au moment du fait), les deux dirigeants du Limoges CSP, Xavier Popelier et Jean-Claude Biojout le recrutent afin d'être prêts pour la première saison du club Limougeaud, en Nationale 2. Lionel Moltimore est un temps pressenti à l'ASPO Tours mais finalement les Tourangeaux optent pour L.C. Bowen. Lionel Moltimore impressionne avec ses acrobaties de hautes voltiges qui enflamment la salle des Sœurs Rivières. En Nationale 2, Lionel Moltimore prend de l'ampleur en marquant notamment 59 points face à Charenton (lors de la saison 1976-1977). Puis en 1978, il monte en Nationale 1 avec le CSP. La Nationale 1 réussit à Lionel Moltimore qui se fait un nom dans le championnat. Finalement en 1980, il part pour Nantes pour jouer à l'ABC Nantes, en Nationale 3.